# ロブ・リグル
ロブ・リグル（Rob Riggle,  1970年4月21日 - ）は、アメリカ合衆国の俳優、コメディアンである。

## 来歴
1970年、ケンタッキー州ルイビルに生まれる。2歳の時に家族で、カンザス州へ移住。地元の高校を卒業後は、カンザス大学へ進学して、美術と映画を専攻した。パイロットの免許も取得しており、エンターテイメント業界で活躍する前の1990年から、米海兵隊予備部隊として活動しており、リベリア、コソボ、アルバニア、アフガニスタンへ赴任して中佐として軍に従事した。俳優などとして活動し始めた後も、米軍に所属したスタイルだったが2013年に、完全に引退し、23年に及ぶキャリアに終止符を打った。
スタンダップ・コメディアンとしてキャリアをスタートさせ、同じくコメディアンのロブ・ヒューベルと組んだコンビによる活動で徐々に知られるようになっていった。2004年からは人気テレビ番組『サタデー・ナイト・ライブ』へ出演し、1年間のレギュラーを務めたほか、2006年からはアメリカのコメディ専門チャンネルコメディ・セントラル内で放送されていた『ザ・デイリー・ショー』へも出演。持ち前のコメディセンスを活かし、コメディアンとしての不動の地位を築き上げた。『サタデー・ナイト・ライブ』に出演していた頃から俳優としての活動も活発化させており、現在に至るまでにウィル・フェレル、アダム・サンドラーなど名だたるコメディアンたちと共演。ジム・キャリーとジェフ・ダニエルズが間の抜けたコンビを演じたコメディ映画『ジム・キャリーはMr.ダマー』の続編『帰ってきたMr.ダマー バカMAX!』や、イギリス出身のサイモン・ペッグが主演した『ミラクル・ニール!』などへも出演し、順調にキャリアを重ねている。

### 私生活
2000年にTiffany Riggleと結婚し、現在は二児の父親でもある。

## 出演作品

### 映画
- Once Brothers (2003)
- Pushing Tom (2003)
- Blackballed: The Bobby Dukes Story (2004)
- Terrorists (2004)
- タラデガ・ナイト オーバルの狼 Talladega Nights: The Ballad of Ricky Bobby (2006)
- エアポート・アドベンチャー クリスマス大作戦 Unaccompanied Minors (2006)
- 俺たちステップ・ブラザース -義兄弟- Step Brothers (2008)
- ハングオーバー! 消えた花ムコと史上最悪の二日酔い The Hangover (2009)
- 迷ディーラー!?ピンチの後にチャンスなし The Goods: Live Hard, Sell Hard (2009)
- May the Best Man Win (2009)
- アニマル・ウォーズ 森林帝国の逆襲 Furry Vengeance (2010) ※ノークレジット
- キス&キル Killers (2010)
- アザー・ガイズ 俺たち踊るハイパー刑事! The Other Guys (2010)
- 遠距離恋愛 彼女の決断 Going the Distance (2010)
- ハイ・ロード High Road (2011)
- 幸せの教室 Larry Crowne (2011)
- だれもがクジラを愛してる。 Big Miracle (2012)
- 21ジャンプストリート 21 Jump Street (2012)
- インターンシップ The Internship (2013)
- Just Before I Go (2014)
- 22ジャンプストリート 22 Jump Street (2014)
- Let's Be Cops (2014)
- 帰ってきたMr.ダマー バカMAX! Dumb and Dumber To (2014)
- デッド・ライジング Dead Rising (2014)
- ミラクル・ニール! Absolutely Anything (2015)
- My Big Fat Greek Wedding 2 (2016)
- なりすましアサシン True Memoirs of an International Assassin (2016)
- 史上最悪の学園生活 Middle School: The Worst Years of My Life (2016)
- ミッドナイト・サン 〜タイヨウのうた〜 Midnight Sun (2017)
- ホース・ソルジャー 12 Strong (2018)
- ナイトスクール Night School (2018)
- グランパ・ウォーズ おじいちゃんと僕の宣戦布告 The War with Grandpa (2020)
- スラムドッグス Strays (2023) ※声の出演

### 長編アニメ映画
- ロラックスおじさんの秘密の種 The Lorax (2012)
- モンスター・ホテル Hotel Transylvania (2012)
- モンスター・ホテル2 Hotel Transylvania 2 (2015)
- Hell and Back (2015)
- アグリードール UglyDolls (2019)

### テレビドラマ
- Upright Citizens Brigade (1998 - 2000)
- ザ・オフィス The Office (2006)
- アレステッド・ディベロプメント Arrested Development (2006)
- Human Giant (2007 - 2008)
- Gary Unmarried (2009 - 2010)
- 30 ROCK/サーティー・ロック 30 Rock (2011)
- チルドレンズホスピタル Childrens Hospital (2011)
- ビクトリアス Victorious (2012)
- Wilfred (2012)
- New Girl / ダサかわ女子と三銃士 New Girl (2012, 2016)
- Coogan Auto (2013)
- モダン・ファミリー Modern Family (2013 - 2015)
- NTSF:SD:SUV:: NTSF:SD:SUV (2011 - 2013)
- Newsreaders (2014)
- The League (2014 - 2015)
- エルズベス Elsbeth (2025)

### テレビアニメ
- アメリカン・ダッド American Dad! (2009 - 2010)
- Golan the Insatiable (2015)
- なんだかんだワンダー Wander Over Yonder (2016)

### テレビ番組
- サタデー・ナイト・ライブ Saturday Night Live (2004 - 2005)
- ザ・デイリー・ショー The Daily Show (2006 - 2015)
- Funny or Die Presents... (2010 - 2011)